# 京都市立松陽小学校
京都市立松陽小学校（きょうとしりつ しょうようしょうがっこう）は、京都府京都市西京区にある公立小学校。

## 沿革
- 1969年6月 - 用地買収完了
- 1969年8月 - 着工
- 1970年1月 - 校名を決定
- 1970年4月 - 京都市立松尾小学校松陽分校として開校
- 1971年4月 - 京都市立松尾小学校から独立し、京都市立松陽小学校として開校
- 1971年7月 - 校章を制定
- 1972年1月 - 校旗を制定
- 1972年3月 - プール竣工
- 1972年4月 - 体育館竣工
- 1972年12月 - 校歌を制定
- 1974年1月 - 京都府学校環境緑化努力校として京都府緑化推進協議会より受賞
- 1974年4月 - 増築校舎が竣工
- 1976年4月 - 校舎を増築
- 1978年3月 - 校舎を増築
- 1984年7月 - グラウンドを改修
- 1993年6月 - 観察池竣工
- 1995年4月 - 新体育館竣工
- 1999年4月 - コンピューター教室を設置

## 主な進学先
- 京都市立樫原中学校

## 周辺施設
- 京都桂病院

## 交通アクセス
- 阪急京都本線・阪急嵐山線 桂駅下車

## 通学区域が隣接している学校
- 京都市立樫原小学校
- 京都市立桂小学校
- 京都市立桂川小学校
- 京都市立松尾小学校
- 京都市立桂坂小学校
- 京都市立大枝小学校

その他、松陽小校区の飛び地が、以下の学校の区域とも隣接している。
- 京都市立嵐山東小学校
- 亀岡市立安詳小学校